# Atlas of Lie groups and representations
O Atlas of Lie Groups and Representations (em português: Atlas dos Grupos e Representações de Lie) é um projeto matemático para resolver o problema da representação unitária para grupos de Lie reais redutivos.
Em novembro de 2013 os seguintes matemáticos eram listados como membros:
- Jeffrey Adams
- Dan Barbasch
- Birne Binegar
- Bill Casselman
- Dan Ciubotaru
- Scott Crofts
- Tatiana Howard
- Monty Mcgovern
- Alfred Noël
- Alessandra Pantano
- Annegret Paul
- Patrick Polo
- Siddhartha Sahi
- Susana Salamanca
- John Stembridge
- Peter Trapa
- Marc van Leeuwen
- David Vogan
- Wai-Ling Yee
- Jiu-Kang Yu
- Gregg Zuckerman

Ex-membros:
- Fokko du Cloux